# Strażnica WOP Górowo Iławeckie
Strażnica w Górowie Iławeckim:
1. podstawowy pododdział graniczny Wojsk Ochrony Pogranicza.
2. graniczna jednostka organizacyjna polskiej straży granicznej realizująca zadania bezpośrednio w ochronie granicy państwowej.

## Formowanie i zmiany organizacyjne
W 1963 roku utworzono placówkę WOP w Górowie Iławeckim i nadano jej numer 4. W 1976 roku rozformowało 19 Kętrzyński Oddział WOP, a placówkę przekazano do Kaszubskiej Brygady WOP.
Po rozwiązaniu w 1991 roku Wojsk Ochrony Pogranicza, strażnica w Górowie Iławeckim weszła w podporządkowanie Warmińsko-Mazurskiego Oddziału Straży Granicznej.
Strażnica SG w Górowie Iławeckim mieściła się w budynku policji przy ul. Kościuszki, po czym w 1992 roku została przeniesienia do obiektów po Przedsiębiorstwie Konserwacji Urządzeń Wodnych i Melioracyjnych przy ul. Armii Czerwonej 17.
W wyniku realizacji kolejnego etapu zmian organizacyjnych w Straży Granicznej w 2002 roku, strażnica uzyskała status strażnicy SG kategorii I. 24 sierpnia 2005 roku funkcjonującą dotychczas strażnicę SG w Górowie Iławeckim przemianowano na placówkę Straży Granicznej w Górowie Iławeckim.

## Ochrona granicy
Strażnica SG przyjęła do ochrony odcinek granicy państwowej od znaku granicznego 2307 (wył.) do znaku granicznego nr 2357 o długości 21,59 km. Od zachodu strażnica graniczyła ze strażnicą SG W Braniewie, a od wschodu ze strażnicą SG w Bartoszycach. Od 1.01.1994 roku nastąpiła zmiana i od zachodu zaczęła graniczyć z nową strażnicą SG w Lelkowie.
Potem strażnica SG W Świadkach Iławeckich przejęła cześć części wschodniego odcinka granicy, a tym samym odcinek strażnicy w Lelkowie skrócił się do znaku granicznego 2322 i wynosił 13,61 km. Tym samym strażnica na wschodzie zaczęła graniczyć ze strażnicą SG w Świadkach lławeckich oraz Bartoszycach.
Z dniem 2.01.2003 roku została skreślona strażnica SG w Świadkach Iławeckich, a dotychczasowe zadania i obiekt przejęła strażnica SG W Górowie Iławeckim. Strażnica SG w Lelkowie otrzymała do ochrony odcinek granicy państwowej od znaku granicznego do 2357 do znaku granicznego 2314 (wył.) o długości 19,5 km. Od wschodu zaczęła graniczyć z GPK SG w Bezledach.

## Komendanci strażnicy
- kpt. SG Apoloniusz Szkudlarek (10.05.1991-30.04.1992)
- kpt. SG Stanisław Baryczka (1.05.1992-14.12.1995)
- kpt. SG Jerzy Jabłoński (28.12.1995-31.12.2003)
- mjr SG Józef Robak (1.01.2004 do 31.03.2004-9.06.2005)[6].